# Il fantasma di San Valentino
Il fantasma di San Valentino (A Valentine Carol) è un film per la televisione del 2007 diretto da Mark Jean, con protagonista Emma Caulfield.

## Trama
Ally Simms è la conduttrice di una rubrica radiofonica in cui dispensa cinici e sprezzanti consigli sul matrimonio, finché l'arrivo del fantasma di una sua collega, anch'essa molto fredda e indifferente in vita, non le apre gli occhi su un'altra realtà.

## Distribuzione internazionale
- Stati Uniti: 11 febbraio 2007
- Svezia: 14 giugno 2008
- Canada: 10 luglio 2008
- Italia: 8 giugno 2011